# Pipulkovití
Pipulkovití (Pipridae) je čeleď malých zpěvných ptáků vyskytujícví se ve Střední a Jižní Americe.

## Popis
Velikost se pohybuje v rozmezí 7 do 15 cm a hmotnost od 8 do 30 g . Rod Tyranneutes zahrnuje nejmenší pipulky, rod Antilophia je největší (protože rod Schiffornis už nejsou považovány za pipulkovité). Tělo je kompaktní s krátkým ocasem, křídla jsou široká a zaoblená, hlava je velká. Mladí ptáci v prvním roce mají matné zelené peří; u většiny druhů je vyvinut pohlavní dimorfismus, samci jsou většinou černí s nápadnými barvami na zádech a u některých druhů mají dlouhé, dekorativní ocasní nebo korunové peří.
Hlas je u pipulek charakteristický, odlišuje je od příbuzných čeledí Cotingidae a Tyrannidae. Navíc je v rámci skupiny tak proměnný, že rody a dokonce i druhy mohou být identifikovány samotným hlasem.

## Potrava
Pipulky se živí ovocem včetně bobulí a v menší míře i hmyzem. Vzhledem k tomu, že sbírají ovoce v letu, je pravděpodobné, že se vyvinuli z hmyzožravých ptáků.

## Hnízdění
Samice staví kelímkovitá hnízda v nízké vegetaci, inkubaci po dobu 18 až 21 dnů a péči o mláďata po dobu 13 až 15 dní provádí samice sama, protože většina pipulek netvoří stabilní páry. Normální snůška jsou dvě vejce, která jsou bledě nebo matně bílá, s hnědými skvrnami.